# بلوک ۱۰

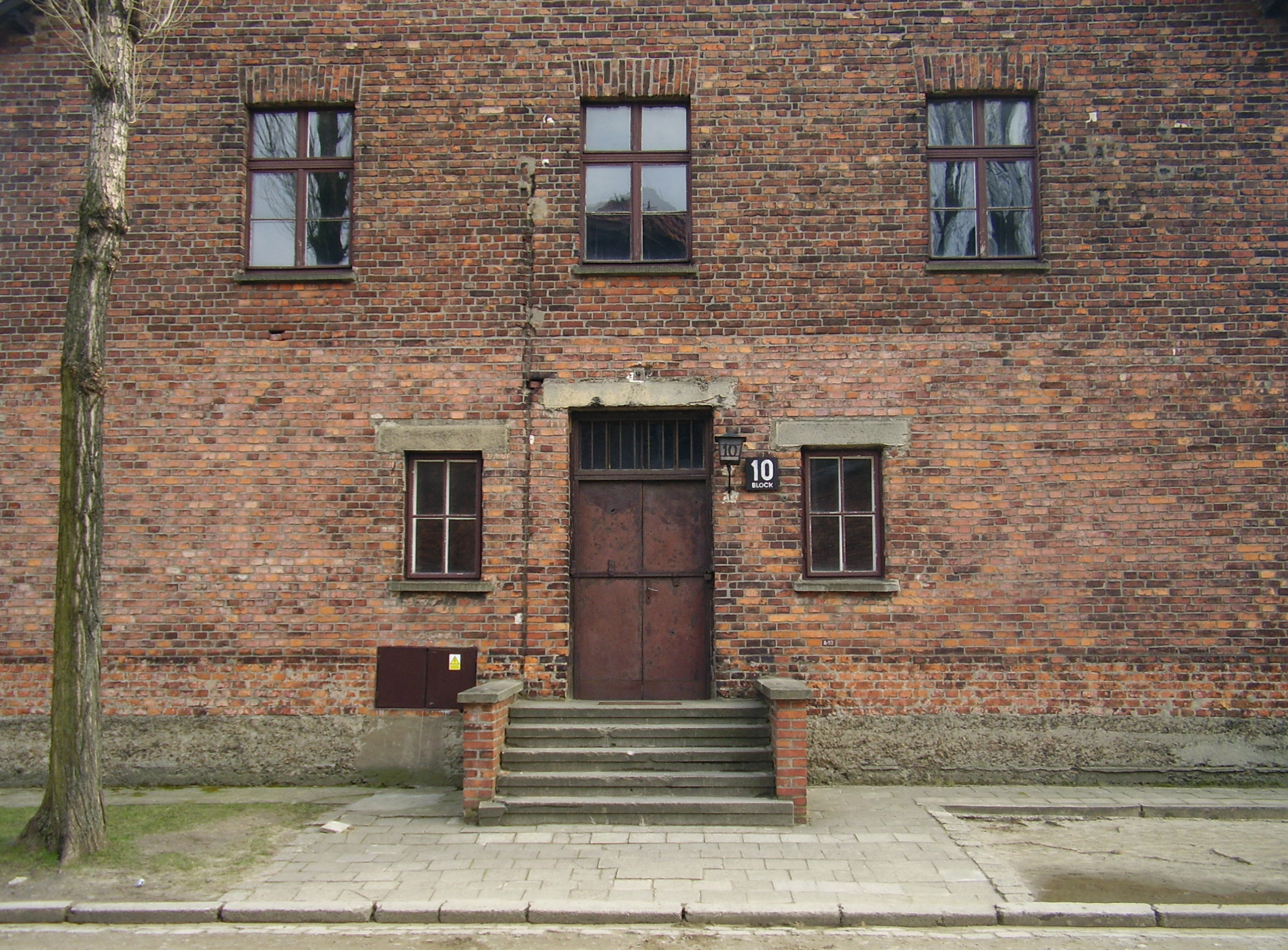
بلوک ۱۰

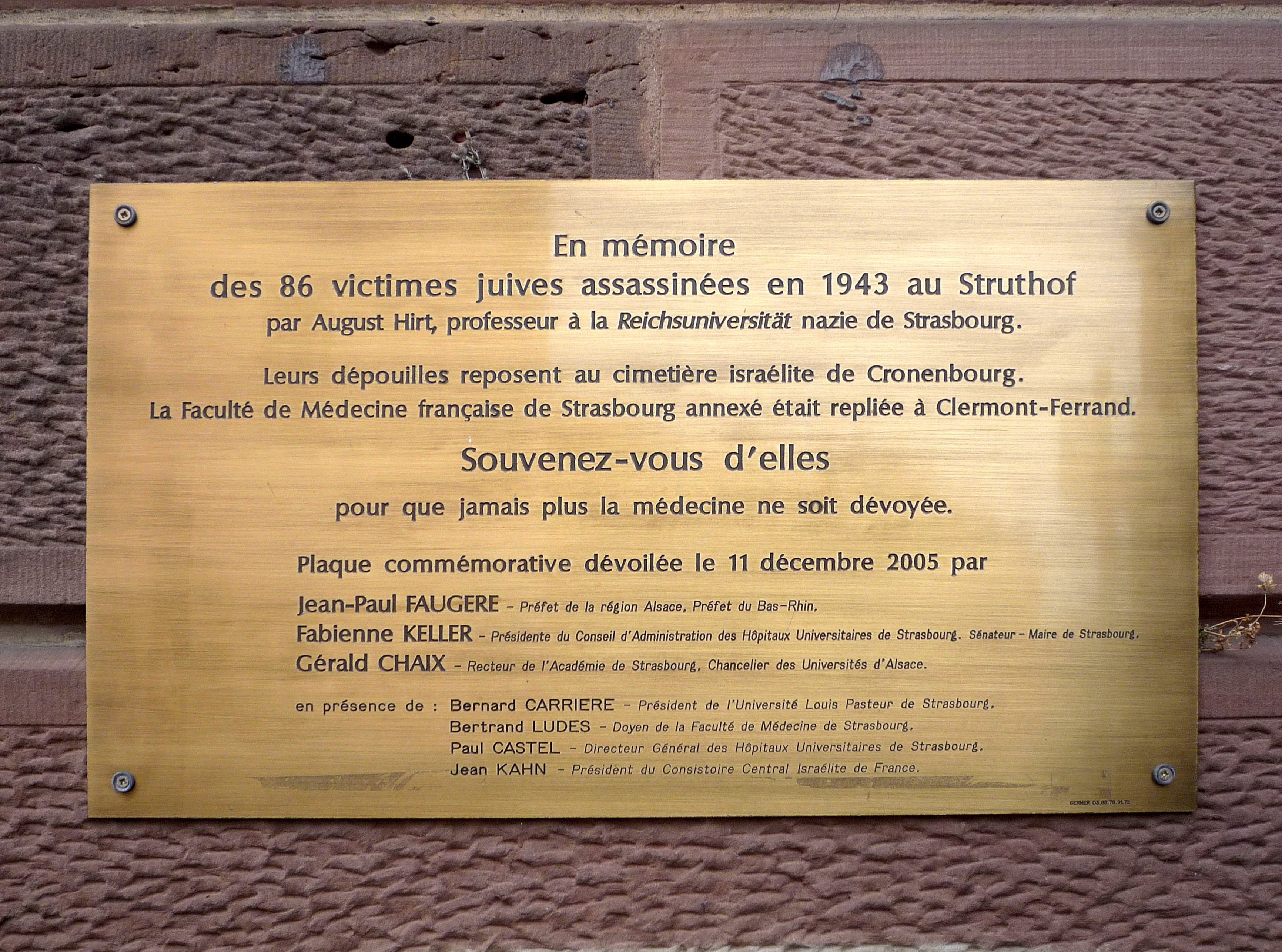
لوح یادبود در موسسه آناتومی استراسبورگ برای یادبود ۸۶ یهودی کشته شده در بلوک ۱۰.

بلوک ۱۰(به انگلیسی: Block 10) یک بند در اردوگاه کار اجباری آشویتس بوده‌است که در آن زنان و مردان به عنوان نمونه‌های آزمایشی استفاده می شدند.آزمایش‌های موجود در بلوک ۱۰ شامل تست پوست برای اندازه گیری واکنش پوست نسبت به مواد شیمیایی و غیره شیمیایی و تزریق فنل به قلب برای کالبدشکافی فوری بوده‌است.

اگر چه بلوک ۱۰ در بند مردان بود اما بیشتر آزمایش‌ها بر روی زنان انجام می شد.برای خشنود ساختن زندانیان گلچین شده،آلمان روسپی خانه‌ای در بند ۱۰ تأسیس نموده بودند.پزشکان اصلی که در بلوک ۱۰ مشغول به کار بودند شامل: کارل کلاوبرگ، هورست شومان، ادوارد ویرتس، برونو وبر و آوگوست هیرت بود. هر یک از آنها از روش‌های مختلف در انجام آزمایش بر روی زندانیان داشتند.

## پزشکان

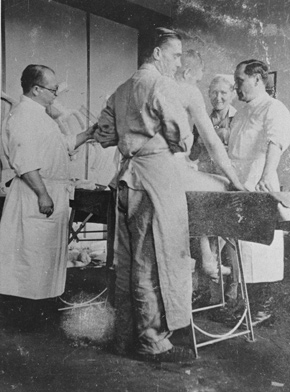
کارل کلابرگ (از چپ) و هورست شومان (از پشت) هنگام کار در اردوگاه کار اجباری آشویتس در سال ۱۹۴۲.

کارل کلاوبرگ-تمرکز او بر روی عقیم سازی با انجام تزریقات بوده‌است. روش او این بود که یک ماده سوزاننده را  به دهانه رحم به منظور مسدود کردن لوله‌ها فالوپ تزریق می کرد. نمونه‌های آزمایش او زنان بین سنین بیست تا چهل سال دارای فرزند بودند.
هورست شومان-تمرکز او بر روی عقیم سازی با اشعه ایکس بوده‌است.نمونه‌های آزمایش او اغلب دختران و پسران نوجوان که بیست سال سن داشتند بود.روش کار او برای زنان اینگونه بود که آن‌ها را در بین صفحاتی قرار می داد که رو به روی شکم و پشت آن‌ها بود و برای مردان روش او این بود که آلت تناسلی و کیسه بیضه آن‌ها را بر روی صفحات حاصی قرار می داد.سوختگی‌های پوستی و آسیب به روده یکی از نتایج معمول این روش بود.